# توأم ذو تروية شريانية عكسية

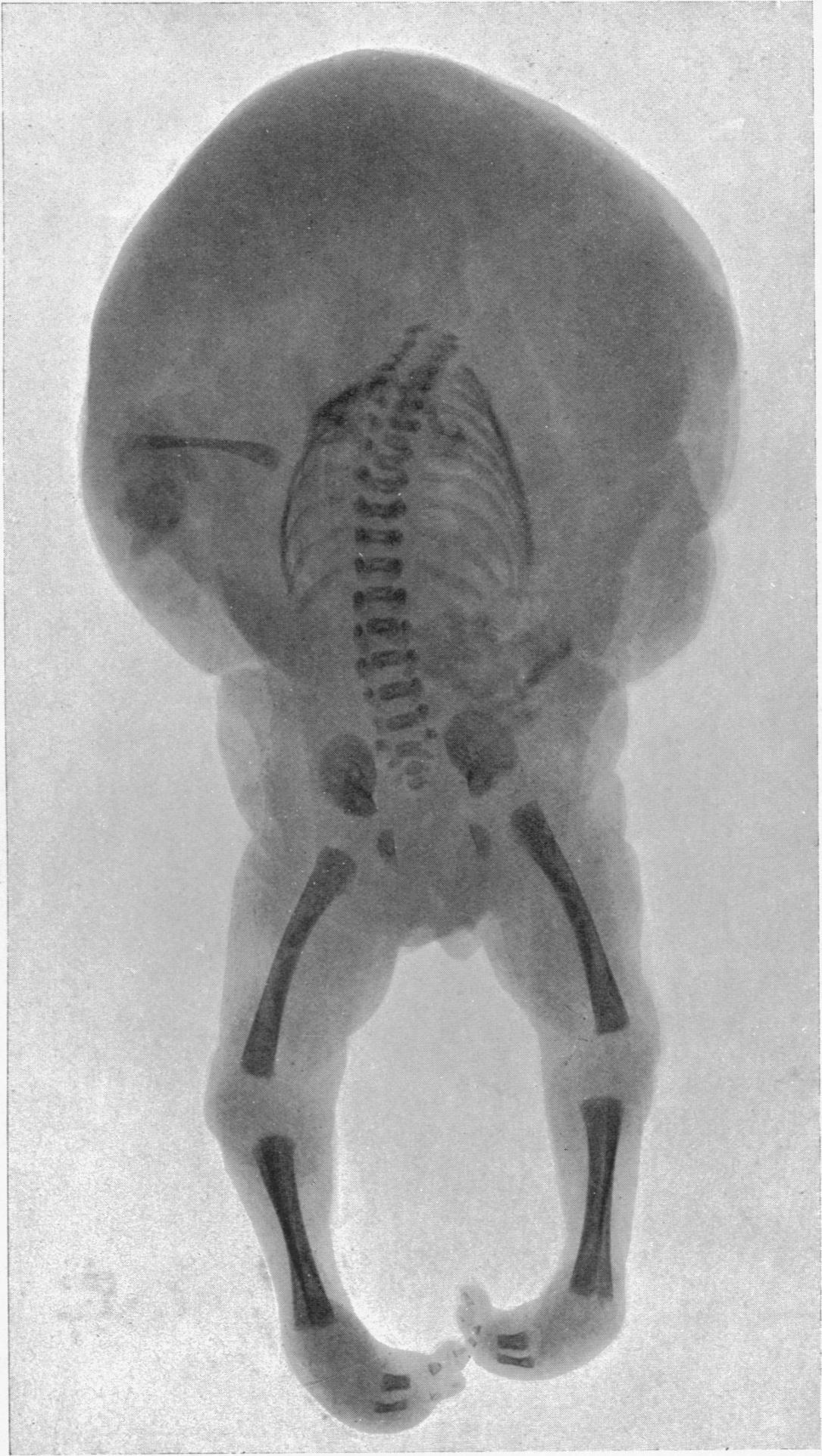
صورة أشعة سينية لجنين عديم القلب

تسلسل التروية الشريانية العكسية بين التوأم، ويسمى أيضًا تسلسل TRAP أو TRAPS أو التوأم عديم القلب، هو من المضاعفات نادرة الحدوث في حالات الحمل بتوائم أحادية المشيمة. ويُعد كذلك من أشكال متلازمة نقل الدم الجنيني (TTTS) الحرجة؛ حيث يتصل الجهاز الدوري لكلا الجنينين بدلًا من أن يكونا منفصلين. وفي هذه الحالة يكون أحد التوأمين مشوهًا إلى حد كبير ويُسمى بالتوأم عديم القلب أو حمل التوأم ذي التروية الشريانية العكسية؛ ويُسمى عديم القلب نظرًا لغياب القلب أو تشوهه، مثله مثل تراكيب الجسم العلوية. وفي هذه الحالة تكون الأرجل موجودة بشكل جزئي أو لا توجد على الإطلاق، بينما تكون التراكيب الجذعية الداخلية غير دقيقة التكوين. ومن ناحية أخرى، تبدو هيئة الجنين الآخر طبيعية عادةً، ويُدعى التوأم الأنبوبي حيث يدفع بالدم إلى كلا الجنينين. وتُسمى العملية بالتروية الشريانية العكسية نظرًا لسريان الدم في اتجاه معكوس في التوأم عديم القلب. ويحدث تسلسل التروية الشريانية العكسية بنسبة 1% بين التوائم أحادية المشيمة وتصل نسبته إجمالًا إلى 1 من كل 35,000 حالة حمل.